# Associació Coordinadora per a l'Ancianitat
ACA - Associació Coordinadora per a l'Ancianitat és una entitat fundada el 1971 que treballa de manera desinteressada en l'atenció a la gent gran en tots els camps. Convoca premis literaris de poesia des de 1977 (Jocs Florals de la Tardor), s'organitzen tallers, conferències, cinefòrums, concerts de música selecta, sortides i visites culturals entre d'altres activitats. Forma part del Consell Assessor de la Gent Gran de l'Ajuntament de Barcelona. El 1996 va rebre la Creu de Sant Jordi.
La seva seu és al carrer Provença, 542 esc. A 1r 3a (08025-Barcelona). Telèfon 93 318 65 95. Mòbil 682 547 802 e-mail: associacio.aca.adm@gmail.com WEB: www.associacioaca.com